# Negakfok

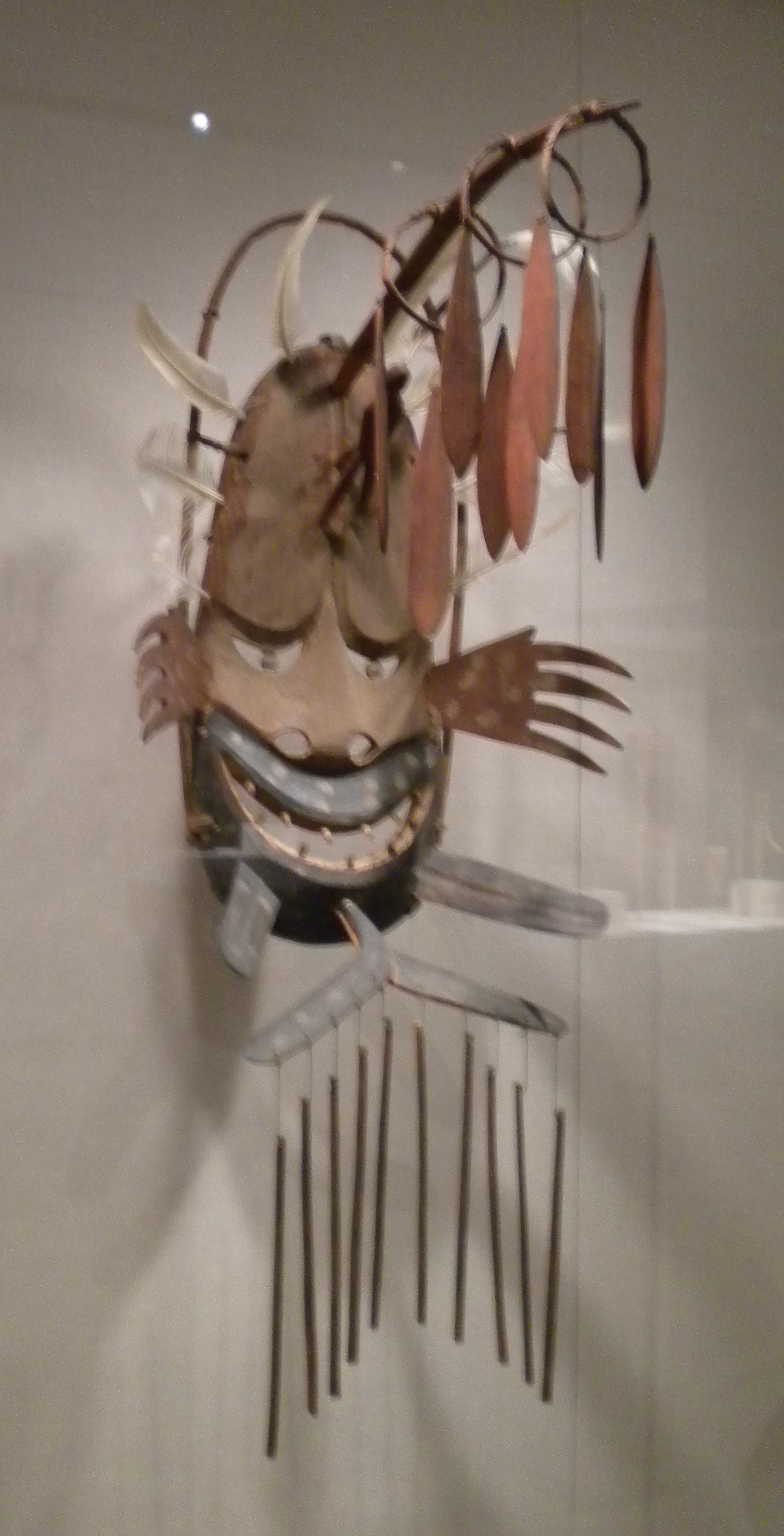
Máscara de Negakfok no Metropolitan Museum of Art.

Na mitologia inuit Negakfok é o espírito do vento norte, que gosta do frio e das tempestades. Nas cerimónias do início da primavera, é representado por uma máscara com feições tristes, em despedida devido à chegada do bom tempo.